# Monacanthidae
Las lijas (Monacanthidae) son una familia  de peces marinos incluida en el orden Tetraodontiformes, distribuidos por los océanos Atlántico, Índico y Pacífico. Su nombre procede del griego monos 'uno solo' y akantha 'aguijón'.
Aparecen por primera vez en el registro fósil en el Plioceno, durante el Terciario inferior.

## Morfología
Normalmente tienen dos espinas dorsales, aunque la segunda es más pequeña y puede estar ausente, de ahí el nombre científico de la familia; la mandíbula superior normalmente tiene tres dientes hacia fuera y dos dientes hacia dentro en cada premaxilar, desarrollados para roer; Alutera scripta puede alcanzar 1 m de longitud máxima.

## Hábitat y modo de vida
La mayoría de las especies se alimentan de una amplia variedad de invertebrados bentónicos, pero algunas se especializan en comer corales o zooplancton.
Depositan los huevos en un sitio preparado por el macho y son custodiados por este o por ambos progenitores, aunque algunas especies subtropicales liberan los huevos en aguas abiertas.

## Géneros
Existen 107 especies agrupadas en 26 géneros:
- Género Acanthaluteres (Bleeker, 1865)
- Género Acreichthys (Fraser-Brunner, 1941)
- Género Aluterus (Cloquet, 1816)
- Género Amanses (Gray, 1835)
- Género Anacanthus (Gray, 1830)
- Género Brachaluteres (Bleeker, 1865)
- Género Cantherhines (Swainson, 1839)
- Género Cantheschenia (Hutchins, 1977)
- Género Chaetodermis (Swainson, 1839)
- Género Colurodontis (Hutchins, 1977)
- Género Enigmacanthus (Hutchins, 2002)
- Género Eubalichthys (Whitley, 1930)
- Género Lalmohania (Hutchins, 1994)
- Género Meuschenia (Whitley, 1929)
- Género Monacanthus (Oken, 1817)
- Género Nelusetta (Whitley, 1939)
- Género Oxymonacanthus (Bleeker, 1865)
- Género Paraluteres (Bleeker, 1865)
- Género Paramonacanthus (Bleeker, 1865)
- Género Pervagor (Whitley, 1930)
- Género Pseudalutarius (Bleeker, 1865)
- Género Pseudomonacanthus (Bleeker, 1865)
- Género Rudarius (Jordan y Fowler, 1902)
- Género Scobinichthys (Whitley, 1931)
- Género Stephanolepis (Gill, 1861)
- Género Thamnaconus (Smith, 1949)

## Imágenes

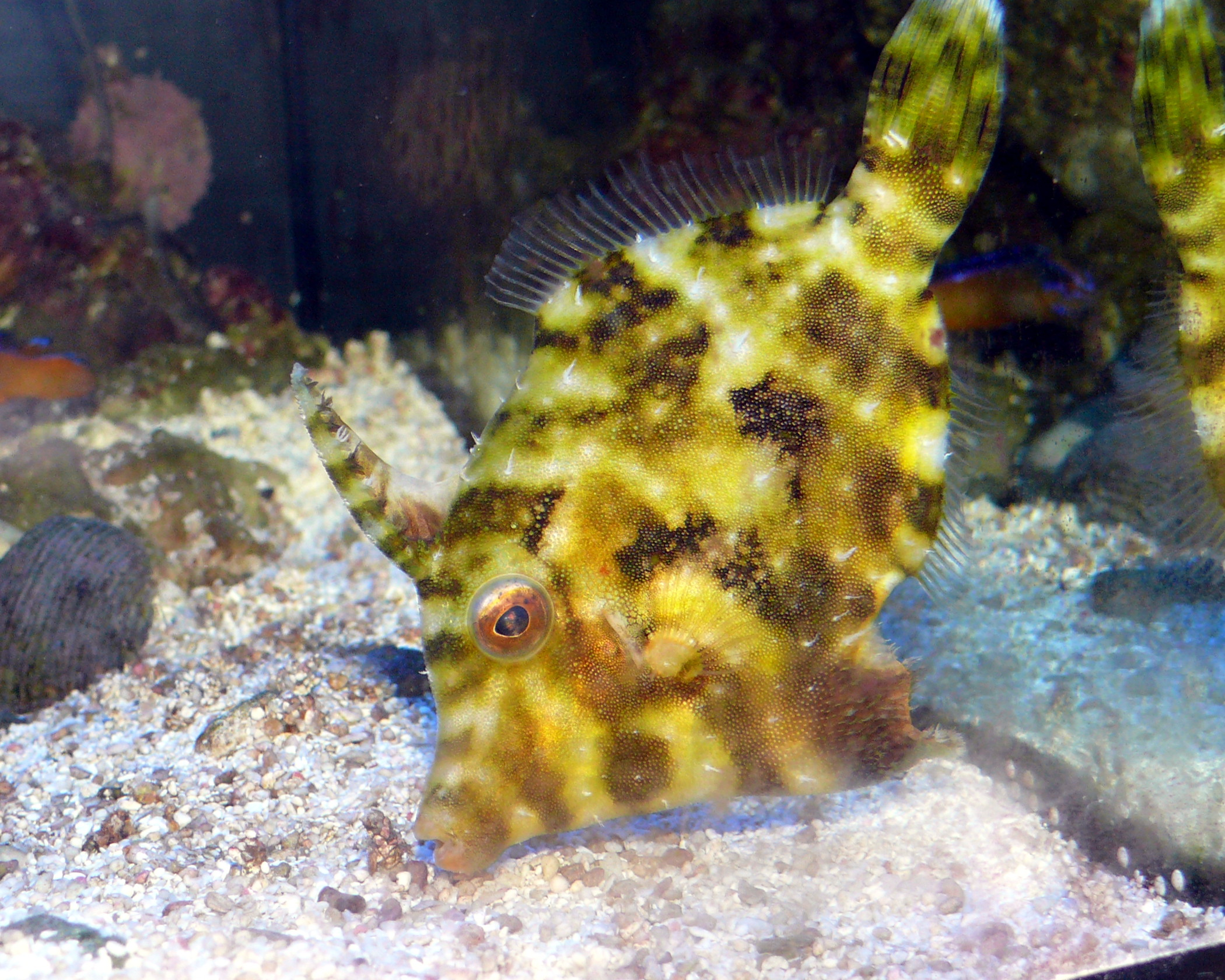
Acreichthys tomentosus
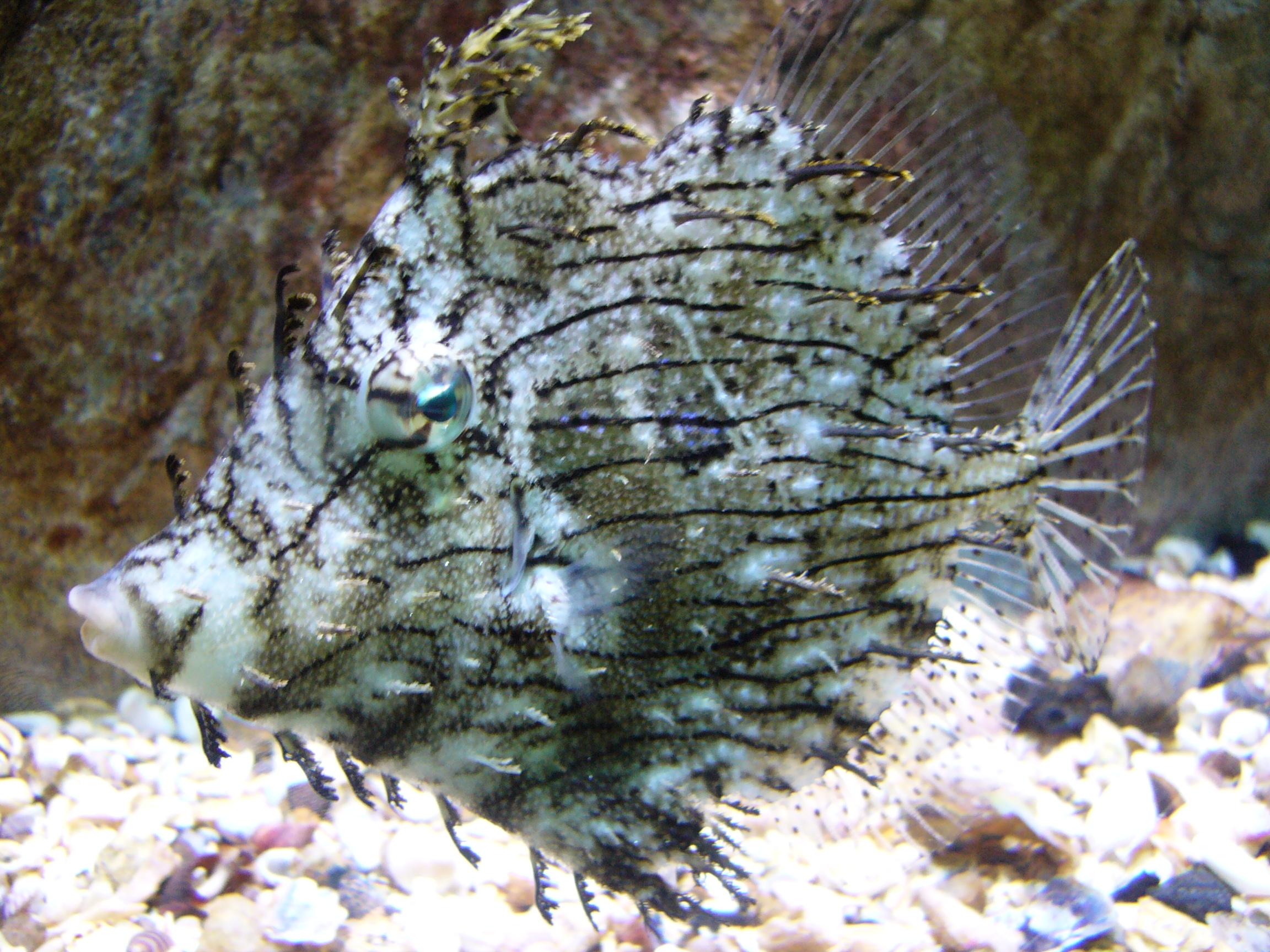
Chaetodermis penicilligerus
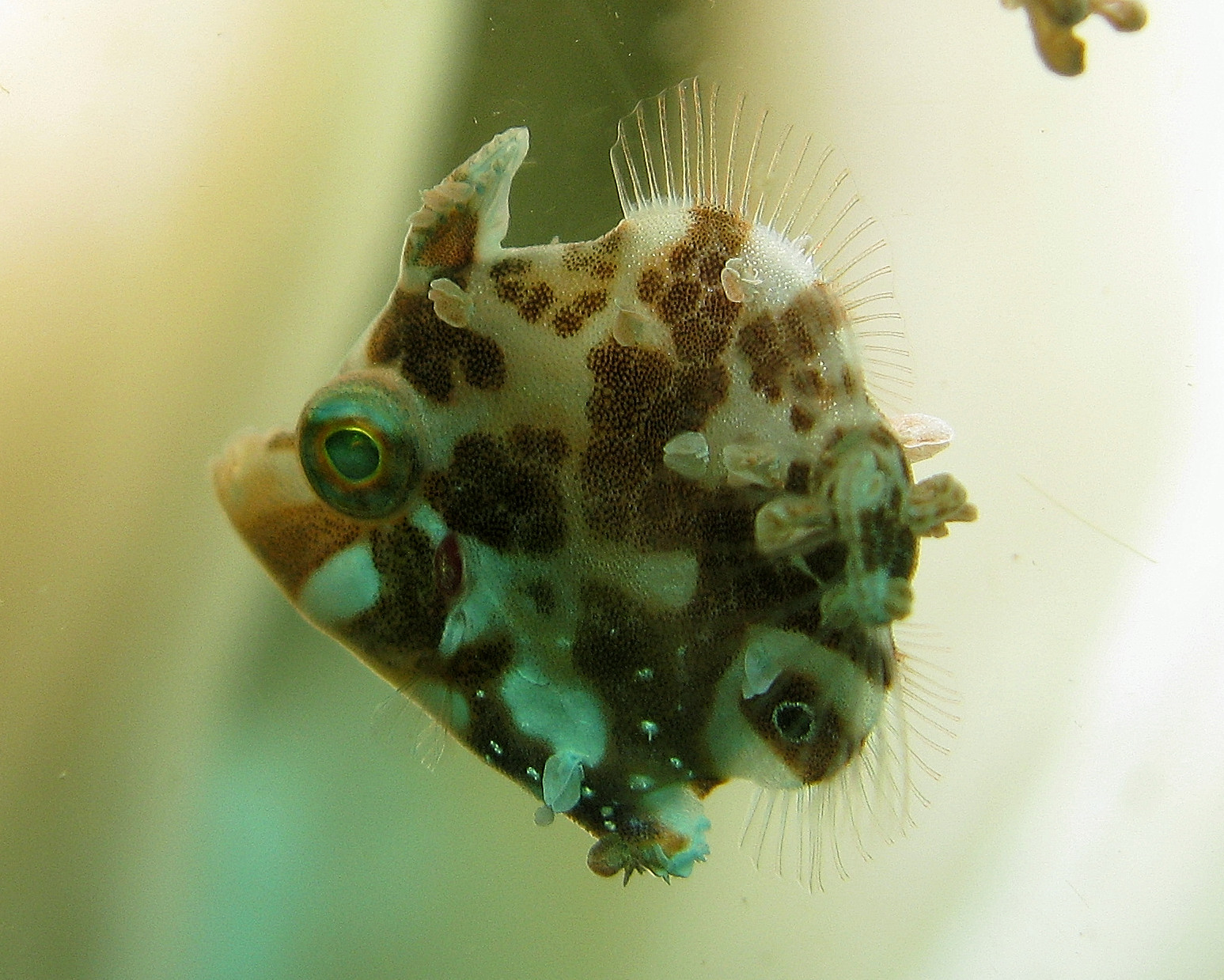
Rudarius minutus
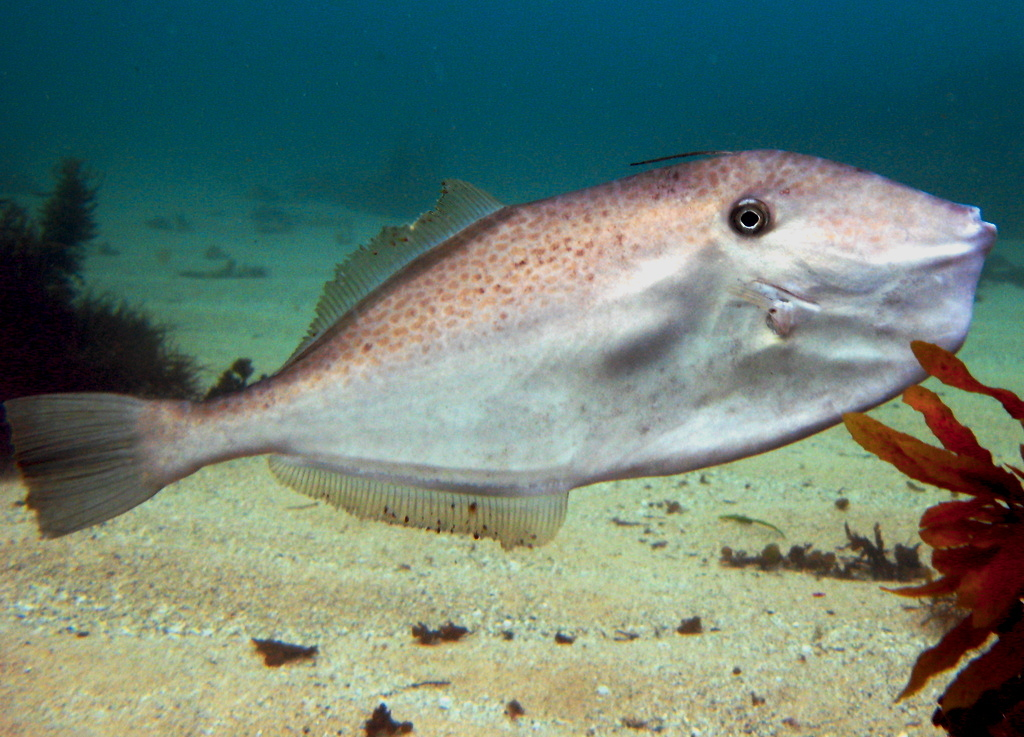
Aluterus monoceros
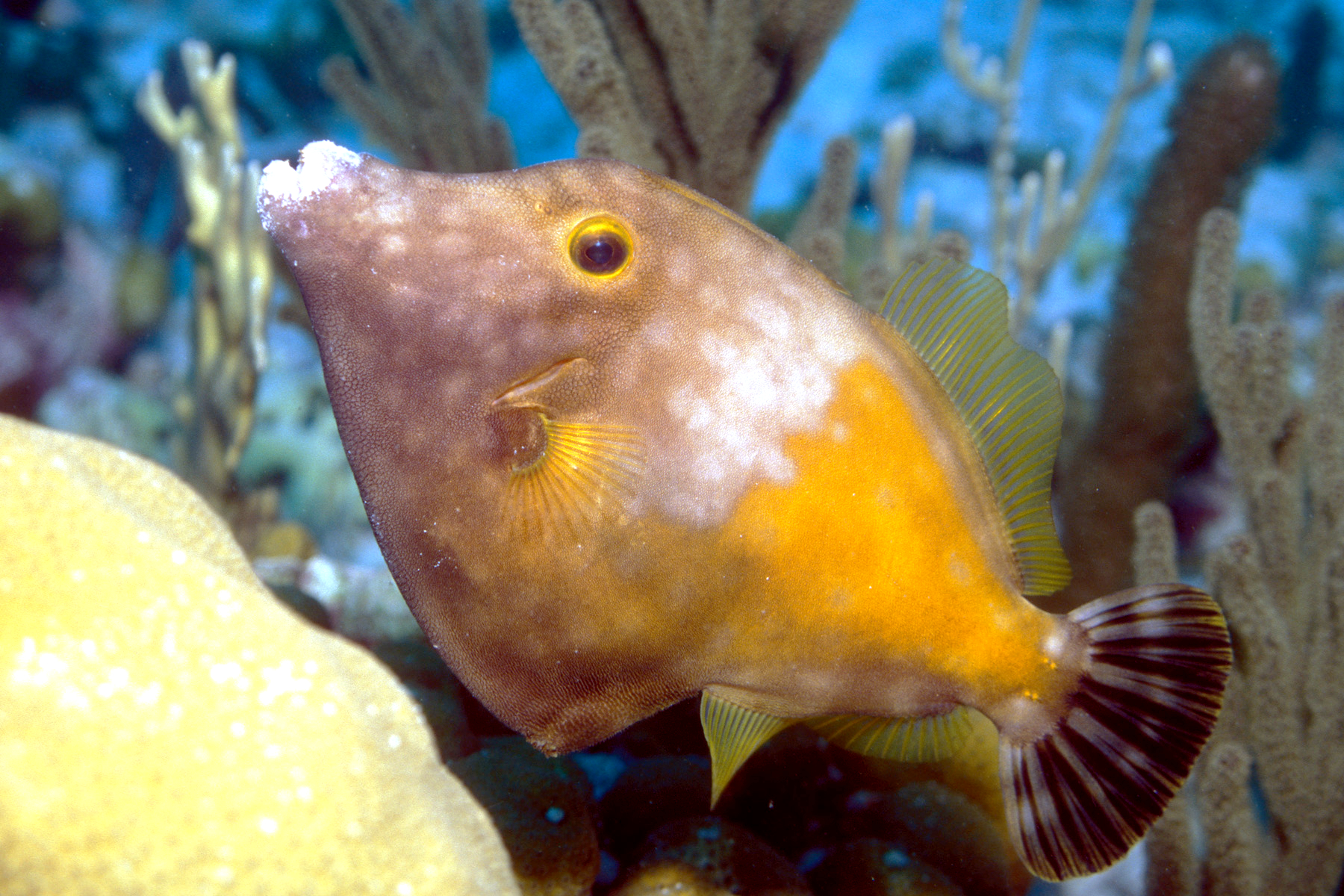
Cantherhines macrocerus
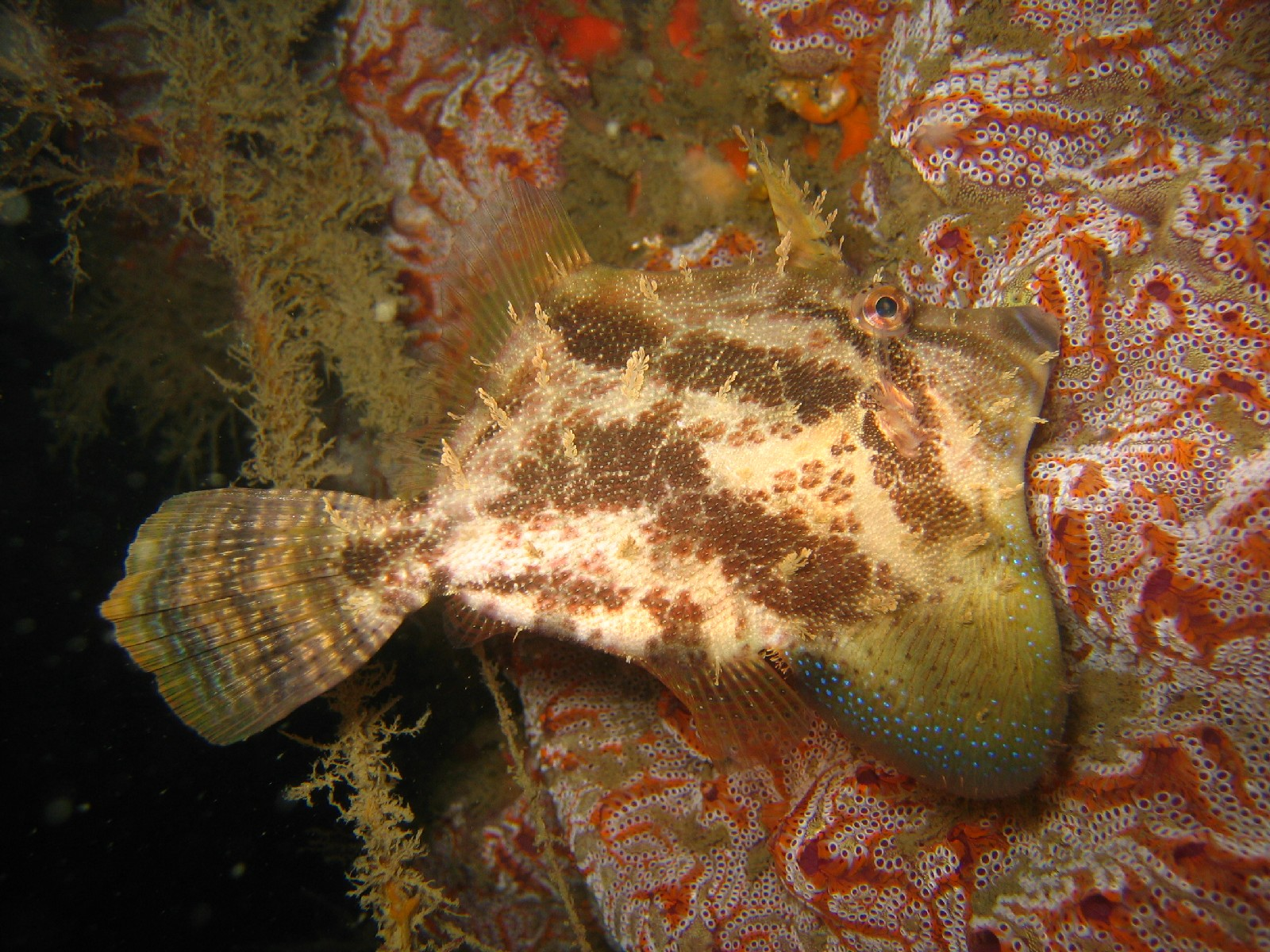
Monacanthus chinensis
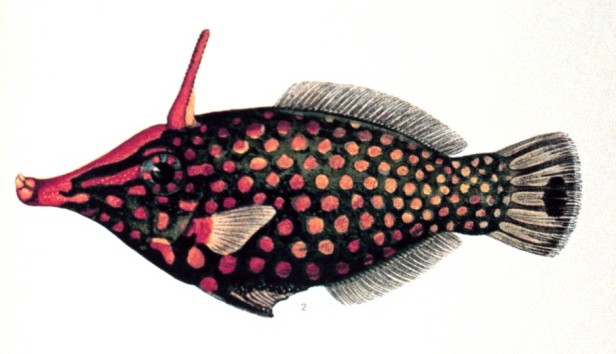
Oxymonacanthus longirostris
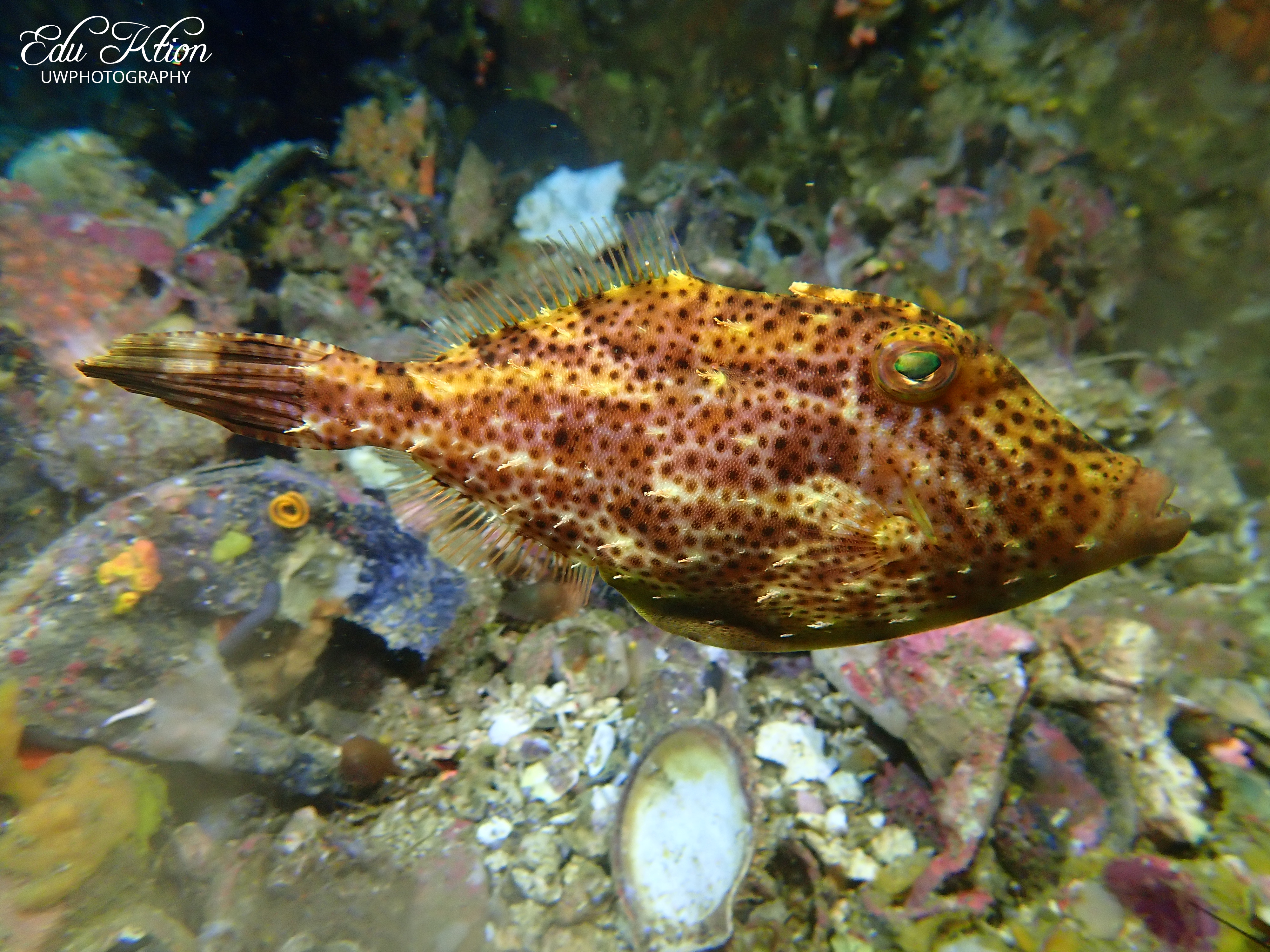
Pseudomonacanthus macrurus
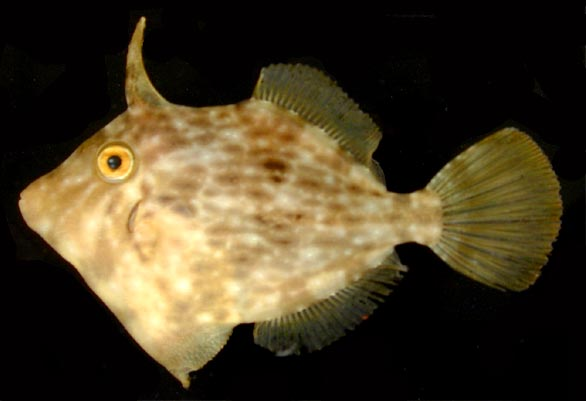
Stephanolepis hispidus
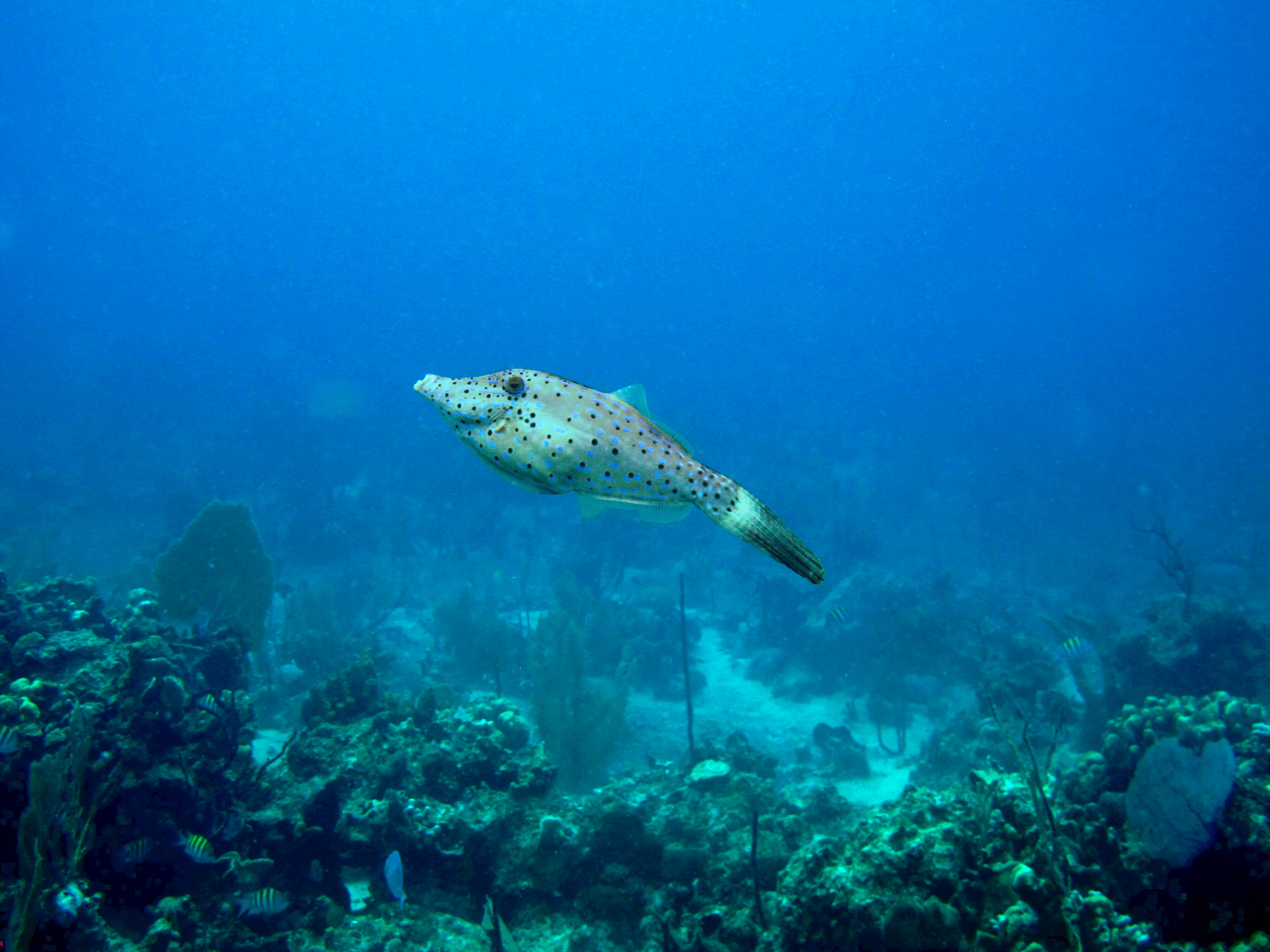
Aluterus scriptus